# Gilbert & George
Gilbert & George és una parella d'artistes britànics formada per Gilbert Prousch, també esmentat com a Gilbert Proesch, (17 de setembre de 1943, San Martin de Tor, Itàlia) i George Passmore (8 de gener de 1942, Plymouth, Regne Unit), que han desenvolupat una carrera dins l'art conceptual, l'actuació artística i el body art. S'han fet àmpliament famosos sobretot per fer d'escultures humanes.
Es van conèixer quan eren estudiants a l'escola d'art St. Martin's de Londres, i des del 1968 viuen junts i realitzen llur tasca professional com a duet artístic. Una de les seves primeres realitzacions fou The Singing Sculpture (L'escultura que canta) el 1969, en la qual la parella d'artistes ballaven i cantaven Underneath the Arches, un èxit musical dels anys 1930. Des d'aleshores s'han forjat una sòlida reputació com a escultures vives, convertint-se així en obres d'art, exposades durant diversos períodes a la contemplació del públic. Generalment solen aparèixer impecablement vestits amb vestit i corbata, adoptant diverses postures en què resten immòbils, tot i que de vegades també es mouen o llegeixen un text, i a vegades apareixen en muntatges o instal·lacions de tota mena.
A més de llur tret "escultòric", Gilbert & George també executen obres pictòriques, collages i fotomuntatges, on sovint es representen a ells mateixos, juntament amb diversos elements del seu entorn més proper, amb referències a la cultura urbana i un fort component reivindicatiu, on aborden temes com el sexe, la raça, la mort i la sida, la religió o la política, criticant sovint el govern britànic i l'statuo quo. En aquest sentit, la seva sèrie més prolífica i ambiciosa ha estat Jack Freak Pictures, on tenen una presència constant els colors vermell, blanc i blau, de la bandera britànica.
Gilbert & George ha realitzat exposicions en alguns dels millors museus i galeries del món, com l'Stedelijk van Abbemuseum d'Eindhoven (1989), la Galeria Hayward de Londres (1987), la Tate Modern de Londres (2007)... Han participat en diverses ocasions a la documenta de Kassel i el 2005 representaren el seu país a la Biennal de Venècia. El 1986 foren premiats amb el Premi Turner.